# Giovanni Simonetti

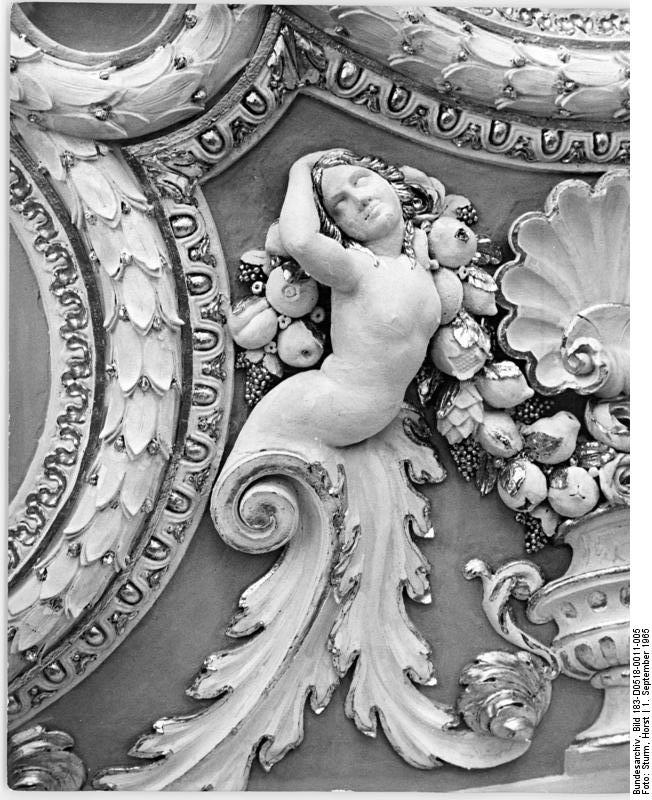
Detail der Stuckdecke in einem Saal des Köpenicker Schlosses, Berlin 1965

Giovanni Simonetti, auch Johann Simonetti genannt, (* 1652 in Roveredo im Schweizer Kanton Graubünden; † 4. November 1716 in Berlin) war ein Schweizer Baumeister und Stuckateur. Er gilt als führender Stuckateur des Früh- und Hochbarocks im mitteldeutschen Raum und gehörte zu den meist beschäftigten Stuckateuren seiner Zeit. Von seinen Arbeiten sind nur noch wenige erhalten.

## Leben
Giovanni Simonetti wurde als Sohn des Maurermeisters Simone Simonetti 1652 in Roveredo, Kanton Graubünden (Schweiz), geboren. Er erlernte, wie mehrere Mitglieder seiner Familie – unter denen insbesondere noch sein Bruder Giulio Simonetti erwähnenswert ist – vermutlich in Italien das Stuckateurhandwerk. Seine erste berufliche Erwähnung beschreibt ihn 1668 als Maurergesellen in Prag, wo er am Bau des Palais Czernin und anderer Gebäude beteiligt war. Ab 1680 war er als Stuckateur am Bau der Elisabethkapelle des Breslauer Doms tätig, bis ihn 1682 Kurfürst Friedrich Wilhelm an den kurbrandenburgischen Hof berief. Von 1683 bis 1690 stuckierte er in Zusammenarbeit mit dem niederländischen Baumeister Cornelis Ryckwaert in Frankfurt (Oder), darunter 1683 sowie erneut 1688–90 im Junkerhaus (Frankfurt (Oder)), um 1685 im Schloss Oranienbaum in Anhalt-Dessau. 1684 bis 1690 schuf er zusammen mit Giovanni Battista Garove die Stuckdecken im Schloss Köpenick. Im Jahr 1689 erhielt er in Berlin das Zunftprivileg als Stuckateur. Im Jahr 1687 entstand eines seiner Hauptwerke, die prachtvolle Decke der Leipziger Handelsbörse. Zwischen 1693 und 1696 stuckierte er Decken und Kamine im Schloss Zerbst. Von 1698 bis 1706 war er unter der Leitung von Andreas Schlüter maßgeblich an dem bedeutendsten Projekt des brandenburg-preußischen Kurfürsten und Königs Friedrichs III./I. beteiligt, dem Umbau des Berliner Schlosses zu einem königlichen Palast. Simonetti schuf nach Entwürfen Schlüters im Innenbereich zahlreiche Stuckaturen. Nach weiteren Arbeiten an Schloss Oranienburg wurde er zum Hofmaurermeister und 1699 zum Hofbaumeister in Anhalt-Zerbst ernannt, wohin er 1694 Cornelis Ryckwaert nachgefolgt war.
Von 1701 bis 1708 errichtete er als Baumeister die von Martin Grünberg entworfene evangelisch-reformierte Neue Kirche in Berlin, auch Deutscher Dom genannt. 1705 bis 1708 leitete er den Bau des Westflügels von Schloss Zerbst. Anschließend war er bis 1714 in Magdeburg tätig, wo er am Domplatz den Bau eines barocken Palais für die Dompropstei Magdeburg unter Dompropst Heinrich von Sachsen-Barby leitete, wobei er auch Stuckaturen ausführte. Bereits vor der Zerstörung im Zweiten Weltkrieg hatten Nutzungsänderungen im 19. Jahrhundert große Verluste unter den Stuckaturen Simonettis zur Folge gehabt. Für Heinrich arbeitet Simonetti auch beim Bau von dessen Schloss Barby mit. Auch beim Bau von Schloss Coswig war er beteiligt.
An weiteren Innenausstattungen von Sakralbauten sind insbesondere die der Zerbster Trinitatiskirche erwähnenswert (vollendet 1696; Altar nach der Beschädigung im Zweiten Weltkrieg wiederhergestellt), des Weiteren der von ihm entworfene Altar in der Marienkirche zu Torgau (vollendet 1697). In der Stadtkirche St. Nikolai in Coswig (Anhalt) wird ihm der 1701 gefertigte Taufstein zugeschrieben.
Ein Kleinod ist das Fachwerkhaus Zerbster Str. 40 in Coswig (Anhalt), sog. „Simonetti-Haus“, das seit 2007 durch einen Bürgerverein gesichert und restauriert wird. Es wurde 1699 vom mutmaßlichen Alchemisten Johann Friedrich Freiherr von Meder aus Berlin errichtet. Von ursprünglich neun sind noch sieben stark plastisch-figürlich gestaltete Stuckdecken mit Motiven der griechischen Mythologie erhalten, die aufgrund stilistischer und zeitlicher Parallelen Giovanni Simonetti zugeschrieben werden.
Trotz seiner Tätigkeiten in anderen Orten unterhielt Simonetti einen festen Wohnsitz in Berlin. Auf dem Werder an der Köllner Schleuse hatte er sich 1685 ein Haus gebaut. Er besaß dort noch mehrere Häuser, war einige Jahre Mitglied des Stadtrats von Friedrichswerder und der Friedrichstadt und verstarb dort 1716. Er war seit etwa 1683 mit der aus Sagan stammenden Kaufmannstochter Euphrosine Hoffkuntz verheiratet. Aus der Ehe gingen mindestens neun Kinder hervor, darunter der spätere Komponist, Konzertmeister und Librettist Johann Wilhelm Simonetti (1690–1776) und der spätere Theologe Christian Ernst Simonetti (1700–1782).

## Weitere Bauten in Berlin und Brandenburg
unter Leitung und mit Beteiligung von Simonetti
- 1672–1678: Friedrichswerdersches Rathaus[4]
- Um 1685: Schloss Hohenfinow
- Etwa 1685–1690: Schloss Schwedt
- 1686–1687: Mühlendammhallen (nach Plänen von Johann Arnold Nering)
- 1689: Umbau der Jerusalemkapelle (nach Entwürfen von Martin Grünberg)
- 1689: Neuer Chor des Berliner Doms
- 1698: Akademie der Künste (Mitarbeit bei Martin Grünberg)
- 1700: Fürstenhaus
- 1700/1701: Königlich Preußisches Stadtschloss in Magdeburg (zugeschrieben)
- 1700–1701: Umbau Friedrichswerdersche Kirche (nach einem Entwurf von Martin Grünberg)
- Um 1704: Fertigstellung des Jägerhofs (um 1690 von Johann Arnold Nering begonnen)